# Karotidové tělísko

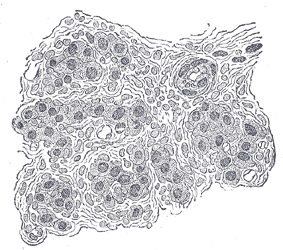
Buňky karotidového tělíska a okolo nich hustá síť vlásečnic

Karotidové tělísko (carotid glomus, glomus caroticum) je chemorecepční a zároveň interorecepční tělísko nacházející se v místě, kde se krkavice (karotida, tepna směřující do hlavy) větví na vnější a vnitřní krkavici. Karotidové tělísko vnímá koncentrace oxidu uhličitého a kyslíku v krvi.
Je tvořeno buňkami I. typu a buňkami II. typu, obě jsou navíc omývány fenestrovanými vlásečnicemi. Buňky II. typu jsou spíše jen podpůrné. Buňky I. typu obsahují množství váčků s dopaminem, serotoninem a adrenalinem. Pokud je zjištěna nízká koncentrace kyslíku, vysoká koncentrace CO2 či nízké pH (souvisí s obsahem CO2), je signál předán nervovým zakončením směřujícím do centrální nervové soustavy.